# كو في في لي

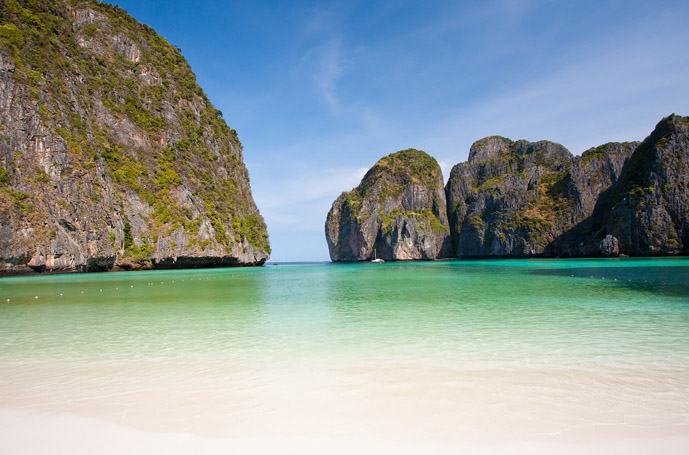
شاطئ الجزيرة

كو في في لي جزيرة بتايلاند تابعة لجزيرة في في في بحر أندامان الذي ينتمي لإقليم كرابي.

## جغرافيا
كو في في لي تاني أكبر جزيرة في الأرخبيل، أكبر الجزر هي في في كو دون، وتتكون كو في في لي على الحجر الجيري بكثرة حيت يتواجد على الضخور الموجودة قرب الشاطئ.

## متفرقات
مايا باي (أو خليج مايا الموجود بالجزيرة) شهير بكونه المكان المفضل لمحبي رياضة الغطس، وأصبح أكثر شعبية بعد تصوير فيلم الشاطئ هناك سنة 2000، وقد أثر حادث تسونامي سنة 2004 إيجابا على الجزيرة حيث أنه نضف الشاطئ وأعطى رونقا آخرا للمناظر الطبيعية في المكان.

## فيلم الشاطئ
أدى تصوير الفيلم سنة 2000 إلى رفع دعوة على شركة فوكس منتجة الفيلم كونها غيرت من منظر الجزيرة لكي تتلائم والفيلم حيث جلبت كثبان رملية جديدة وجوز هند حتى أصبح مثل الجنة، فقرر مسؤولوا الجزيرة رفع دعوة عليهم رغم الشعبية الكبيرة التي جلبها هذا الفيلم، فقرر محكمة تايلاند سنة 2006 الحكم على شكرة فوكس للإنتاج بغرامة بتهمة إفساد البيئة.

## الجزيرة قبل وبعد
قبل 2004 لم تطرأ على الجزيرة أي حملات إصلاح وتشييد وكن الآن أصبحت أكثر جمالا بعد العناية الكبيرة التي تخصصها السلطات المحلية، حيت تم افتتاح العديد من المطاعم ودورات المياه ومواقع للتخييم.